# پیر اوبرلینگ
پیر اوبرلینگ (به فرانسوی: Pierre Oberling) مورخ و قوم‌شناس فرانسوی بود.
اوبرلینگ در ۱۹۲۹ در استراسبورگ آلزاس به دنیا آمد. پدرش، چارلز اوبرلینگ، آسیب‌شناس بود و مادرش مارتا نام داشت. او در زمان جنگ جهانی دوم، دو سال را در تهران گذراند و سرانجام در ۱۹۴۲ به آمریکا مهاجرت کرد. در آنجا کارشناسی ادبیات فرانسوی را از دانشگاه کورنل (۱۹۵۱)، کارشناسی ارشد امور بین‌الملل (۱۹۵۳) و دکترای زبان‌ها و فرهنگ خاورمیانه (۱۹۶۰) را از دانشگاه کلمبیا اخذ کرد.
او از نویسندگان و ویراستاران دانشنامهٔ ایرانیکا بود. اوبرلینگ دربارهٔ قبایل ترک ایران پژوهش‌هایی کرد که به انتشار کتاب کوچ‌نشینان قشقایی فارس در سال ۱۹۷۴ منتج شد. او آثاری را به طرفداری از ترکان در قبرس شمالی منتشر کرد و به همین خاطر در سال ۲۰۰۱ مدال افتخار وزارت خارجهٔ دولت ترکیه را نیز دریافت کرد.
اوبرلینگ در ۲۲ مارس ۲۰۱۴ درگذشت.